# David P. Brewster
David Payne Brewster (* 15. Juni 1801 in Cairo, New York; † 20. Februar 1876 in Oswego, New York) war ein US-amerikanischer Jurist und Politiker. Zwischen 1839 und 1843 vertrat er den Bundesstaat New York im US-Repräsentantenhaus.

## Werdegang
David Payne Brewster wurde Anfang des 19. Jahrhunderts in Cairo im Greene County geboren. Er besuchte Gemeinschaftsschulen und graduierte 1823 am Union College in Schenectady. Dann zog er nach New York City. Er studierte Jura. Seine Zulassung als Anwalt erhielt er 1825 und begann dann in Oswego zu praktizieren. Er bekleidete in den Jahren 1828, 1836 und 1845 den Posten als Trustee in der Village von Oswego. Zwischen 1829 und 1833 ging er der Stellung als Staatsanwalt (prosecuting attorney) im Oswego County nach. Er war zwischen 1832 und 1834 Kämmerer (Treasurer) in der Village von Oswego und 1837 Präsident dort. 1833 wurde er Richter am Court of Common Pleas – eine Stellung, die er bis 1841 innehatte. Politisch gehörte er der Demokratischen Partei an.
Bei den Kongresswahlen des Jahres 1838 für den 26. Kongress wurde er im 17. Wahlbezirk von New York in das US-Repräsentantenhaus in Washington, D.C. gewählt, wo er am 4. März 1839 die Nachfolge von Henry A. Foster und Abraham P. Grant antrat, welche zuvor zusammen den Distrikt im US-Repräsentantenhaus vertreten hatten. Nach einer erfolgreichen Wiederwahl im Jahr 1840 schied er nach dem 3. März 1843 aus dem Kongress aus.
Am 21. Juli 1845 wurde er zum Postmeister in Oswego ernannt. Er hielt den Posten bis zu der Ernennung seines Nachfolgers am 10. Januar 1849. Danach ging er wieder seiner Tätigkeit als Anwalt nach, war aber auch in der Landwirtschaft tätig. Er saß in der Excise Board Commission und war zwischen 1870 und 1873 dort Präsident. Am 20. Februar 1876 verstarb er in Oswego und wurde dann auf dem Riverside Cemetery beigesetzt.